# Stazione di Olevano
La stazione di Olevano è una stazione ferroviaria posta sulla linea Novara-Alessandria.
Oltre all'omonimo comune, serve anche i centri abitati di Castello d'Agogna e Zeme.

## Storia
La stazione fu edificata verso la metà del XIX secolo con la costruzione della linea Alessandria-Novara ed entrò in funzione il 5 giugno 1854, giorno dell'inaugurazione del tratto tra le stazioni di Alessandria e Mortara. Al 2012 risale la chiusura dell'ufficio movimento.

## Strutture e impianti
Il fabbricato viaggiatori è un edificio a due piani. La gestione della sala d'attesa è affidata al Comune.
Lo scalo presenta altresì un piccolo magazzino merci, oggi dismesso.

## Movimento
La stazione è servita dalle relazioni regionali di Trenord  e Trenitalia svolte nell'ambito del contratto di servizio con la Regione Lombardia e Piemonte.

## Servizi
La stazione è classificata da RFI nella categoria "bronze".
Le banchine a servizio dei binari sono collegate tra loro tramite un sovrappassaggio pedonale.
Lo scalo dispone dei seguenti servizi:
- Sala d'attesa